# Герхард V (граф Юлиха)
Герхард V (нем. Gerhard V. von Jülich; р. 1260/70 — 29 июля 1328) — граф Юлиха с 1297 года. Сын Вильгельма IV Юлихского и его жены Рихардис Гельдернской.
Поскольку он был 9-м ребёнком родителей, поженившихся в 1245/50 гг., датой его рождения можно предположить промежуток 1260/70 или даже позже.
Наследовал своему брату Вальраму, убитому французами.
В битве при Гёллхайме (1298 год) поддерживал короля Адольфа Нассауского. После смерти Адольфа подчинился его сопернику — Альбрехту Габсбургскому.
С 1313 года был сторонником Людовика Баварского и вопреки сопротивлению кёльнского архиепископа способствовал его коронованию в Ахене.

## Семья и дети
Возможная первая жена - дочь графа Вильгельма фон Кесселя. Предположение основано на том, что в 1304 г. после смерти графа Вальрама Кессельского Герхард V захватил часть его владений - сеньорию Гревенбройч.
Не позднее 13 декабря 1299 Герхард женился на Елизавете Брабант-Аршотской (ок. 1280—1350/1355), дочери Готфрида Аршота и Жанны Фирцон. У них было 8 детей:
- Вильгельм (ок. 1300—1361) — первый маркграф и герцог Юлиха
- Людвиг (умер в молодом возрасте)
- Готфрид (ум. 1335), сеньор Бергхайма, был женат на Елизавете Клевской
- Валеран (Вальрам) Юлихский (1303/1304 — 14 августа 1349), архиепископ Кёльна с 1332
- Генрих, продст монастыря Св. Андрея в Кёльне (1319—1334)
- Иоганн (ум. после 1327), канонник в Льеже
- Мария (ум. ок. 1353), мужья — Генрих II фон Фирнеберг, Дитрих VIII Клевский, Конрад II фон Заффенберг
- Елизавета, мужья — граф Иоганн II фон Зайн и Готфрид фон Хатцфельд
- Рихарда (1314—1360), с 1330 жена герцога Нижней Баварии Оттона IV.